# Баязид Осман (самозванец)
Баязид Осман, или Каликст Осман (ок. 1448 — ум. 1496), — самозванец, выдававший себя за сына султана Мурада II. По легенде, отец приказал отправить его в Константинополь, чтобы спасти от Мехмеда. Пережив падение Константинополя и попав неузнанным в плен, он был выкуплен папой римским Каликстом III и крещён им под именем Каликст Осман. Его планировалось использовать как претендента на османский трон против Мехмеда. Появление в Европе Джема отодвинуло Баязида Османа на второй план.

## Биография

### Происхождение и ранние годы
Самый ранний документ, касающийся Баязида Османа, относится к 1456 году. Посланник миланского герцога при Святом престоле, Якопо Калькатерра, написал своему господину письмо. В нём сообщалось, что папа Каликст III опекает мальчика, которому около 8 лет. Этот мальчик, по словам папы — сын султана Мурада. Якобы, незадолго до смерти султан через Халила-пашу доверил ребёнка некоему «рыцарю», который увёз мальчика в Константинополь. Султан боялся, что Мехмед, придя к власти, убьет его. В Константинополе мальчик с «рыцарем» пережили осаду, попали в плен и не были узнаны турками. Затем оба переходили из рук в руки, пока не попали к некоему андрианопольскому еврею. Папа Каликст III получил тайное известие об этом происшествии и выкупил обоих рабов в июне 1455 года. Их переправили в Негропонте, а в марте 1456 года — в Венецию. Опасаясь, что Синьория может схватить мальчика и использовать его, Каликст III отправил его киевскому кардиналу Исидору. Каликст III сообщил Калькатерре, что многие правители хотели забрать мальчика к себе. Среди них были Янош Хуньяди, Лазарь Бранкович, «Великий Караман», Ладислав Постум.
По словам Якопо Калькатерры, папа был в восторге от приобретения ребёнка. Он полагал, что тот ценнее, чем сокровища Сан-Марко. Он отправил его в крепость Сполето для воспитания. Изначально папа не намеревался крестить «турецкого принца», поскольку были опасения, что его будет сложнее использовать как претендента на трон османов. Эту цель папа не скрывал, Якопо Калькатерра писал об этом. Мальчик в конечном итоге был передан герцогу Миланскому.
В документах германского рейхстага есть сведения, что «турок королевской крови» был крещён 8 марта 1456 года в церкви Сан-Лоренцо-ин-Дамазо в Риме и получил имя Каликст. Кардинал Родриго Борджиа возглавил церемониальную процессию.
Сохранилась запись от 22 августа 1458 года, что 14 золотых гульденов были уплачены «уважаемому рыцарю мессеру Джованни Торчелло, гражданину Константинополя, за труды, которые он оказал брату Великого Турка в предыдущие три года». То есть, с 1455 по 1458 год на службе у «брата султана» находился рыцарь по имени Джованни Торчелло. Вероятно, это тот Jehan Torzelo «рыцарь, слуга и камергер императора Константинополя», как о нём писал Бертрадон де ла Брокьер, встречавший его в 1433 году в Константинополе. Торчелло имел репутацию знатока османов. По словам Ф. Бабингера, «вряд ли можно оспаривать, что именно он привёз турецкого принца на Запад и направлял там его образование в течение трёх лет. Он унёс с собой в могилу тайну происхождения этого ребёнка». Также есть сведения о слуге-греке по имени Дмитрий.
Каликст III надеялся использовать ребёнка в борьбе с турками, но его преемник Пий II был более осторожен в оценке возможной пользы от маленького заложника. Он сомневался в подлинности турецкого принца. В своём труде «О Европе» (1458) он описывал судьбу мальчика до его переезда в Италию и называл его «тот, кого великий понтифик Каликст велел держать во дворце как брата Мехмеда». Труд Пия стал доступен широкому кругу читателей только век спустя после печати. Благодаря Иерониму Мюнцеру в Нюрнбергскую хронику (опубликована в 1493 году) был включён абзац о принце. Иоганн Куспиниан в труде «О происхождении, религии и правлении турок» (лат. De Turcarum origine, religione et tyrannide) тоже использовал информацию Пия II о принце, хотя и не указал источник.

### Как претендент на трон
В Сполето «туркетто» оставался 5 лет. Об этом свидетельствуют счета по оплате расходов на лечение, на лошадь, на вознаграждение его учителя Джованни Скалло. В счетах его называют по-разному, но чаще всего Челепино (Челеби) Турко или синьор Челапито Османо Турко. Именно в этих счетах впервые возникает имя Баязид — его называют Челепино Базаите Турко. Это то же имя, которое носил старший сын Мехмеда II, родившийся в 1448 году. Ф. Бабингер высказал подозрение, что «мальчику дали имя первенца завоевателя, чтобы укрепить его претензии на трон». Возможно, мальчик сопровождал Пия II в 1459 году на Мантуанский собор, где папа планировал предъявить его присутствующим как претендента на османский трон и главный козырь нового крестового похода, но этот выезд из Сполето был единственным до 1464 года. В миланском архиве хранится письмо от 10 июля 1464 года, содержащее текст: «Святейшество берет с собой брата великого турка, который находился в крепости Сполето». 26 июня 1464 года папа прибыл в Сполето. Отсюда принц сопровождал его до Анконы. 15 августа Пий умер, мальчик присутствовал на его похоронах.

### После смерти Пия II
Преемник Пия II Пьетро Барбо отказался от плана крестового похода и туркетто, как его называли, был отправлен в Ватикан, где некоторое время служил оруженосцем с ежемесячным жалованьем в 12 дукатов. Собранные средства на крестовый поход пошли королю Венгрии Матьяшу Корвину, у которого «Баязид Челеби» провел несколько лет. Неясно, оставался ли принц только при венгерском дворе или же проживал в сельской местности. Возможно, епископ Печский Ян Паноний оказывал влияние на его жизнь до своей смерти в 1472 году.

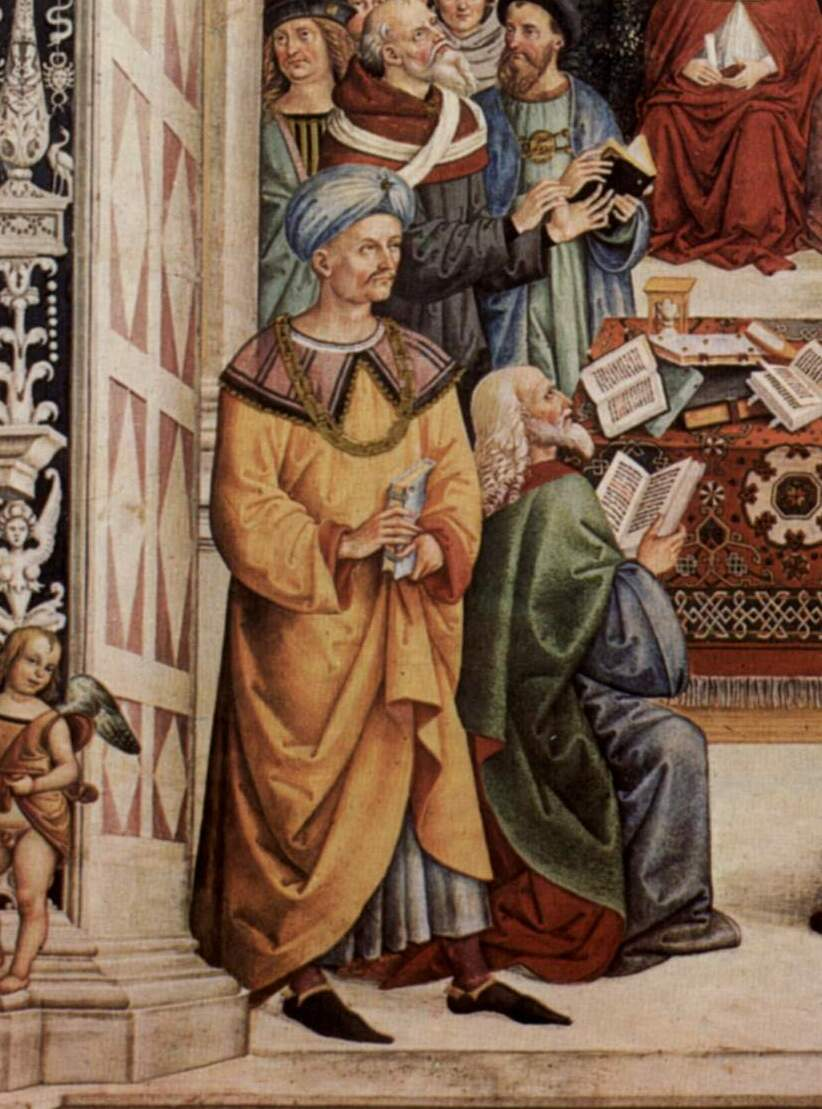
Возможное изображение Баязида Османа (на мантуанском соборе) на фреске Пинтуриккио в библиотеке Пикколомини.

Когда в марте 1473 года император Священной Римской империи Фридрих III отправился из Граца в путешествие по Австрии и Германии, с ним был «турецкий император». Появление Баязида Османа вызывало удивление у населения и привлекало внимание. Он одевался в турецком стиле, во всяком случае, как он представлял его себе. 23 апреля 1473 года Фридрих III прибыл через Мюнхен на 8-й рейхстаг в Аугсбург с свитой из 700 всадников (с ним был и принц Баязид), пробыл там несколько недель, а затем отправился вниз по Рейну через Ульм, Баден-Баден, Страсбург, Фрайбург, Базель в Трир, где начал работу новый рейхстаг. Все обстоятельства путешествия и ход переговоров были подробно описаны несколькими очевидцами. В этих сообщениях содержится информация и о турецком принце. «Турецкому кайзеру» разрешалось держать свечу Фридриху III, но сидеть он должен был за другим столом. Пробст церкви Богоматери в Брюгге писал о принце: «Он был одет по обычаю своей страны, в золотую одежду. Волосы он собрал в узел, как это принято у сарматов».
Среди спутников императора был граф фон Лейнинген. Вместе с Йоргом фон Сегер он стал другом Баязида Османа в последующие годы его жизни. Оба неоднократно заверяли печать на его документах. Из Трира императорский поезд снова повернул на восток через Кёльн, Майнц, Франкфурт, Ашаффенбург, Вертхайм, Вюрцбург, Оксенфурт, Ротенбург, Ансбах, Аугсбург, Гюнцбург, Нюрнберг. В 1474 году рейхстаг собрался снова. В конце ноября 1474 года Фридрих III уехал в Вюрцбург, провёл военный совет во Франкфурте (для борьбы с Карлом Смелым), а затем через Висбаден, Боппард и Кобленц направился в Андернах, где был размещён штаб. Вмешательство Папы Сикста IV, который стремился объединить все христианские силы против мусульман, спасло бургундцев. 28 мая 1475 года перед Нойсом между императором и герцогом было заключено перемирие и осада Нойса была снята. В окружении Фридриха III всё время был «турецкий император».
Можно предположить, что Баязид Осман вернулся в Австрию вместе с императором. В том же 1475 году он принял участие в пышной свадьбе, которую праздновал 14 ноября 1475 года в Ландсхуте герцог Георг Баварский с дочерью польского короля Ядвигой. В хронике Фейта Арнпека указано, что «брат турецкого императора» разносил еду.
Два года спустя Баязид Осман появляется уже как владелец замка Перхтольсдорф о чём свидетельствует официальное письмо, от 21 ноября 1476 года. 10 февраля 1477 года ещё один документ упоминает его как феодала замка в Бадене под Веной. В течение следующих нескольких лет жизнь турецкого претендента проходила в этой местности. 29 сентября 1479 года в Граце он подписал залоговый документ на рыбный пруд в Бадене. 19 июля 1479 года он упоминался как охраняющий замка Рауэнштайн близ Бадена. 15 сентября 1481 года некий Вильгельм Леш, впоследствии смотритель Рауэнштайна, получил замок Баден и замок Рауэнштайн, которые он купил за 200 дукатов у Баязида Османа.

### Попытка получить помощь
Но жизнь простого дворянина навряд ли устраивала его. На его печати, приложенной к документу от 16 сентября 1476 года, чётко можно прочитать: Баязид Осман Турецкий Император. Такая же печать видна на документе, датированном 19 августа 1479 года. Изображение печати — полумесяца с четырьмя звёздами — оставалось прежним до конца его жизни. Политическая ситуация мало располагала к планам о продвижении османского претендента. Отношения между императором Фридрихом и Матиушем Корвиным становились всё более напряжёнными, что привело к открытым военным действиям, успех в которых первоначально был на стороне Матиуша. Он смог оккупировать часть австрийских земель. Вероятно, Баязид Осман сражался на его стороне примерно в 1481 году. Эта перемена в его жизни была связана со смертью его «брата» Мехмеда II (3 мая 1481 года). Вскоре после этого Баязид Осман решил что пришло время официально заявить о своих притязаниях на османский престол. В 1482 году он послал из Офена великому магистру иоаннитов Пьеру д’Обюссону на Родос письмо на латыни, текст которого сохранился в копии, сделанной Гийомом Каурсином. В письме Баязид Осман заявлял, что он «истинный и законный сын императора Мурада: ни кто-либо, даже сам Магомет, который недавно умер, не считается истинным наследником Империи. Но я несомненный и законный Преемник и наследник». Он просил магистра «вернуть меня в Империю посредством обращения с князьями и с моими родственниками, находившимися в Турции». Подписал письмо он как Баязид Осман, сын императора Турков Мурада (Bagiazit Othuman Filius Imperatoris Morat Turcorum). В этом письме нет упоминаний о поддержке со стороны Матиуша. Видимо, венгерский король уже не придавал никакого значения притязаниям своего гостя на престол. Король неоднократно и настойчиво пытался добиться от великого магистра выдачи ему Джема, а Баязида Османа он списал со счетов. Иоанниты тоже не отреагировали на письмо Баязида Османа. Это была последняя попытка Баязида Османа реализовать свои претензии.

### Последние годы

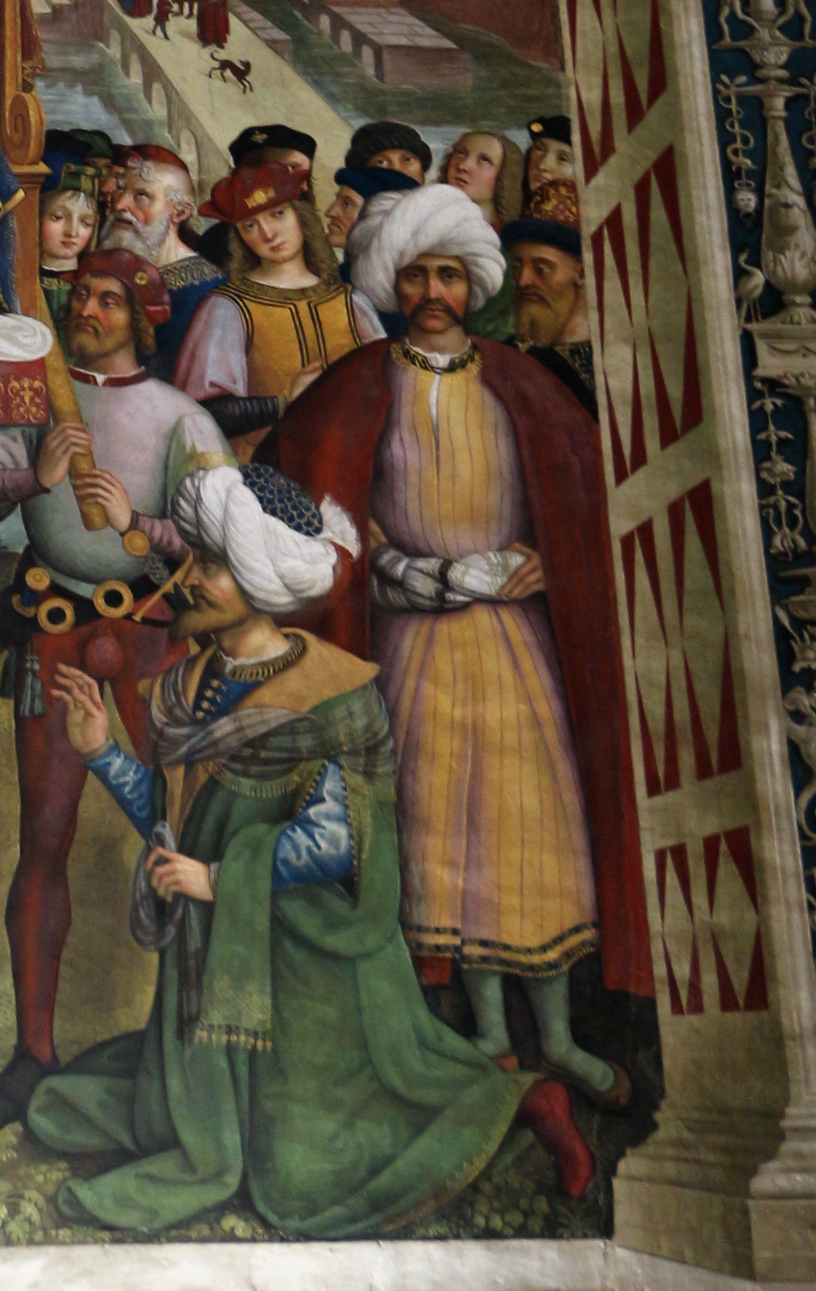
Коррадо Риччи утверждал, что Пинтуриккио на фреске в библиотеке Пикколомини изобразил Баязида Османа.

Ничего неизвестно, как он жил несколько лет. 1 апреля 1485 года король Матиас вошёл в Вену. Фридрих удалился в Грац, а после того, как осенью 1487 года его сын Максимилиан был избран римским королём, он уехал в Линц, где провёл остаток своих дней. Матиуш скончался 6 апреля 1490 года, а 17 августа в Вену вошёл Максимилиан. Вскоре все земли, оккупированные Матиушем, вновь оказались во владении Габсбургов. В это время, вероятно, Баязид Осман находился в окружении Максимилиана. В его свите 12 февраля 1491 он появился в Ландсхуте. Согласно Арнпеку, Максимилиан 16 февраля 1491 года был во Фрайзинге на мессе в соборе, на которой присутствовал и Баязид Осман. Оттуда они отбыли в Мюнхен и продолжили путь в Аугсбург, где король попросил имперские города о помощи против Венгрии. По словам Ф. Бабингера, Баязид Осман был специальным экспонатом для странного зрелища. О его местонахождении в течение следующих четырёх лет ничего не известно. Возможно, он постоянно находился в Вене, где, по утверждению Йоханна Куспиниана, они несколько раз встречались.
24 ноября 1495 года Баязид Осман подписал документ. На его печати изображён щит с полумесяцем и четырьмя звездами с надписью: Calixtus Otman Turcorum Princeps. Летом или осенью 1496 года он умер. Неизвестно, где он похоронен.
С. Эйидже называл его «фальшивый османский принц».

### Семья
Баязид Осман с 1474 года был помолвлен с Люсией фон Гэнфельд, обедневшей дворянкой, якобы, известной в австрийских землях своей красотой. По слухам она принадлежала ко двору императрицы Элеоноры. По словам Ф. Бабингера, это было странное обручение, которое производит настолько невероятное впечатление, что можно было бы историю о нём отнести к сказкам. Но Иоганн Куспиниан подтвердил её достоверность. О его невесте известно лишь то, что после смерти жениха она поступила в бенедиктинский монастырь в Эрле и закончила там свою жизнь. В сохранившихся монастырских документах о ней нет упоминаний.